# Гусейнов, Эльшан Ибрагим оглы
Эльшан Ибрагим оглы Гусейнов (азерб. Elşən İbrahim oğlu Hüseynov; 30 мая 1976 — 17 марта 1995) — военнослужащий Вооружённых сил Республики Азербайджан, Национальный Герой Азербайджана (1995).

## Биография
Родился Эльшан Гусейнов 30 мая 1976 года в селе Кыраглы Саатлинского района Республики Азербайджан. Его отец Гусейнов Ибрагим Кям оглы родился 10 января 1930 года уроженец села Кыраглы и мать - Гусейнова Арифа Зейниш кызы родилась 21 марта 1938 года также уроженка этого села. В 1983 году Эльшан поступил на обучение в первый класс общеобразовательной школы в селе Кыраглы. В 1993 году окончил школу. В течение года занимался домашним сельским хозяйством. В 1994 году был призван Военным комиссариатом Саатлинского района в Вооружённые силы Азербайджана на срочную службу. Был направлен для прохождения службы в воинскую часть №777. Проявлял себя порядочным мужественным солдатом, заслужил уважение офицеров и сослуживцев. 
Женат не был. 

### Участие в боевых действиях
Эльшан Гусейнов в составе подразделений воинской части №777 постоянно привлекался к нейтрализации вооружённых отрядов, действующих незаконно. В ходе вооружённых столкновений 13-17 марта 1995 года, которые состоялись в столице Азербайджана, ценой собственной жизни, Эльшан Гусейнов принимал участие в нейтрализации и предотвращении государственного переворота. 
17 марта 1995 года выстрелом из огнстрельного оружия погиб защищая независимость Республики Азербайджан. 

## Память
Указом президента Азербайджанской Республики № 307 от 4 апреля 1995 года военнослужащему Эльшану Ибрагим оглы Гусейнову было присвоено звание Национального Героя Азербайджана (посмертно).
Похоронен в родном селе Кыраглы Саатлинского района Республики Азербайджан. 
С 2012 года Саатлинская центральная районная больница носит имя Национального Героя Азербайджана Эльшана Гусейнова.